# 人生100年時代 (社団法人)
一般社団法人人生100年時代は、東京都中央区明石町8番1号に主たる事務所を置く社団法人。公衆衛生の向上、地域住民の健康・福祉増進を実現する医療の提供を目的として設立された。代表理事は、医師の小林洋一氏。
人生100年時代クリニック（東京都中央区銀座5-5-18 銀座藤小西ビル8階）を運営しており、同クリニックは内科、循環器内科、呼吸器・アレルギー科の診療を行っている。

## 沿革
2019年3月20日　法人設立
2019年6月3日　人生100年時代クリニック開院

## 事業内容
- 高齢者の福祉の向上を目的とする事業
- 勤労者の福祉の向上を目的とする事業
- 公衆衛生の向上を目的とする事業

## 医療連携
- 日本医科大学付属病院
- 榊原記念病院
- 聖路加国際病院
- AIC八重洲クリニック
- 心臓画像クリニック飯田橋（CVIC）